# Lophopyxis maingayi
Lophopyxis maingayi – gatunek rośliny z monotypowego rodzaju Lophopyxis i rodziny Lophopyxidaceae z rzędu malpigiowców. Jest to liana występująca na różnych wyspach Archipelagu Malajskiego oraz w południowej części półwyspu Malajskiego. 

## Morfologia
Liana osiągająca zwykle do 8, rzadko do 30 m długości. Pęd ma średnicę do 7 cm. Liście są skrętoległe, pojedyncze, z przylistkami, krótkoogonkowe (ogonek do 1 cm długości). Długość liści wynosi 8-18 cm (rzadko do 24 cm), a szerokość 4-8 (rzadko do 10 cm). Brzeg blaszki liściowej jest ząbkowany. Drobne, promieniste kwiaty wyrastają w skupieniach w wiechach rozwijających się w kątach liści i osiągających długość do 25 cm. Kwiaty są jednopłciowe, przy czym na jednej roślinie rozwijają się zarówno kwiaty męskie, jak i żeńskie (jednopienność). W obu wypadkach działek kielicha jest 5, są one wolne i trwałe, osiągają do 1,5 mm długości w czasie kwitnienia. Płatki korony także w liczbie 5 są wolne i drobne (do 1 mm długości). W kwiatach męskich znajduje się 5 pręcików naprzeciwległych wobec płatków oraz 5 listkowatych prątniczków. W kwiatach żeńskich znajduje się górna zalążnia z 5, rzadziej 4 owocolistków z taką liczbą komór jak liczba owocolistków. W każdej komorze znajdują się 2 zalążki. Owoc jest suchy, oskrzydlony, jednonasienny.

## Systematyka
Gatunek w systemie Cronquista (1981) i w systemie Takhtajana (1997) uważany był za spokrewnionego z roślinami z rzędu dławiszowców (Celestrales). Analizy molekularne wskazują na siostrzane pokrewieństwo z rodziną Putranjivaceae i bliskie relacje z przedstawicielami Pandaceae w obrębie malpigiowców (Malpighiales). Tak też przedstawiana jest pozycja systematyczna tego gatunku w systemie APG III (2009) i według APweb.
- rodzina Lophopyxidaceae H. Pfeiff. in Revista Sudamer. Bot. 10: 4. 1951[6]
  - rodzaj Lophopyxis J. D. Hooker, Hooker's Icon. Pl. 18: ad t. 1714. Nov 1887[7]